# گرگ و هفت بزغاله

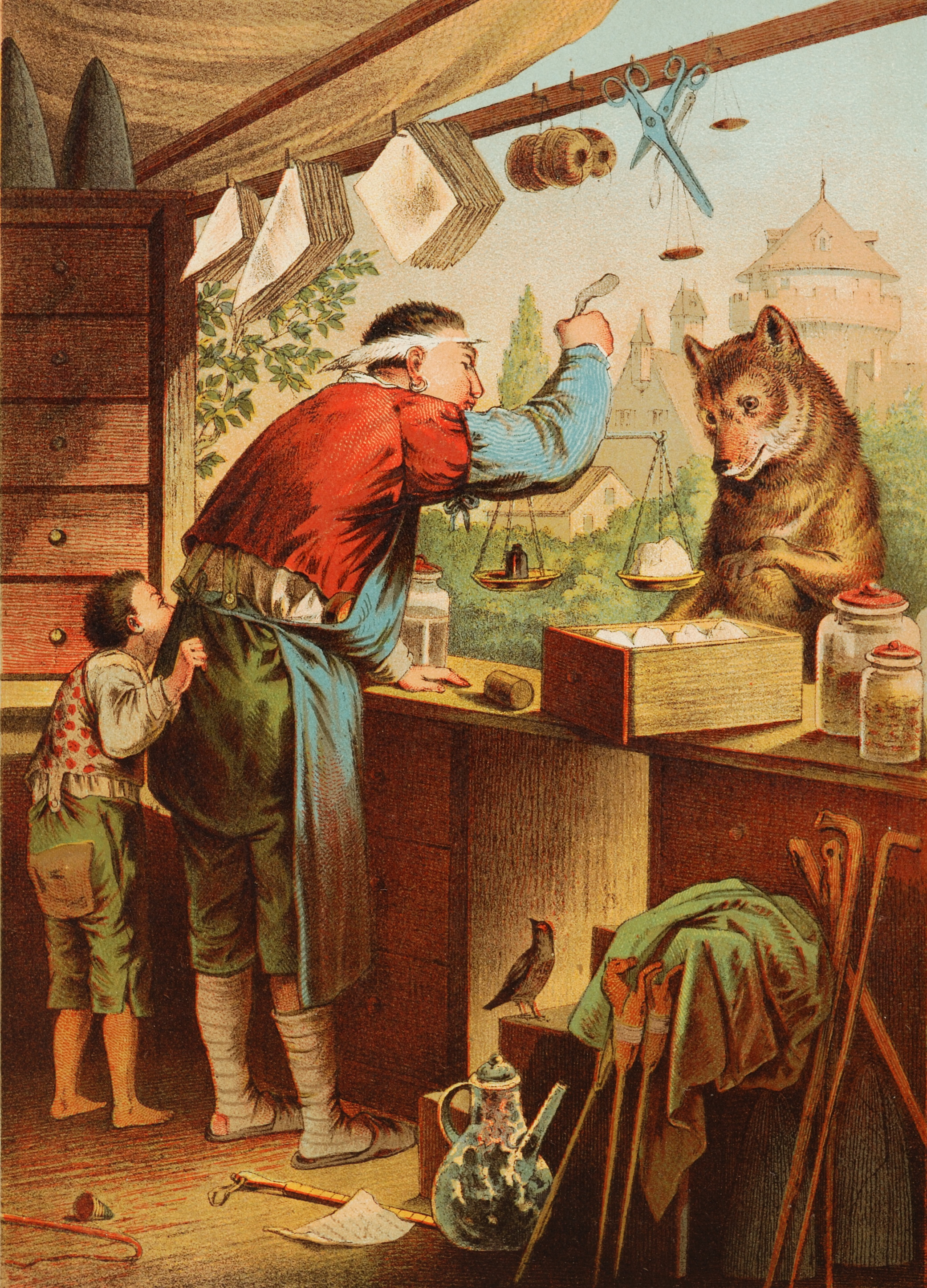
گرگ می‌رود تا با آرد دست‌هایش را سفید کند.

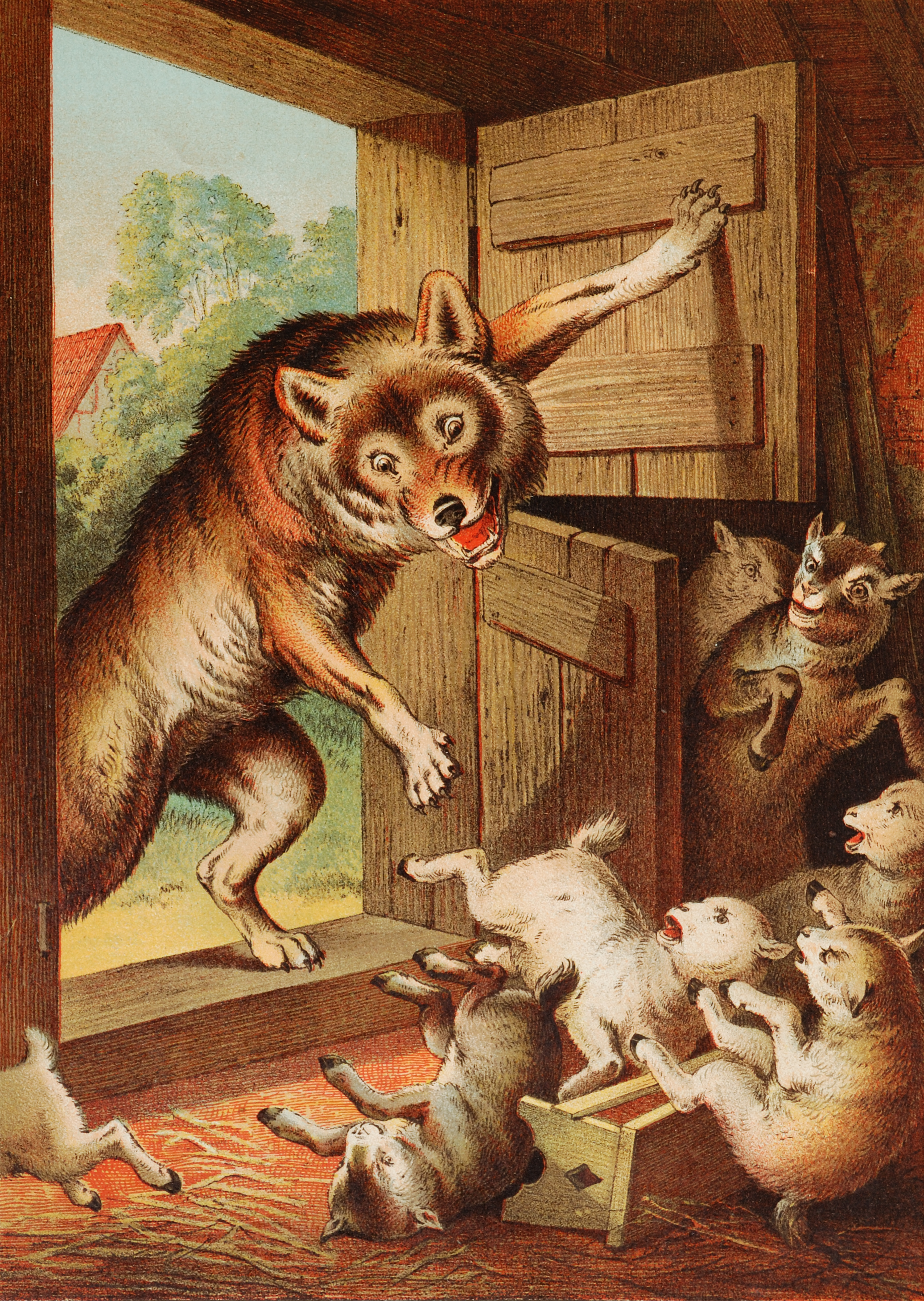
گرگ وارد خانه می‌شود.

گرگ و هفت بزغاله (به آلمانی: Der Wolf und die sieben jungen Geißlein) یک افسانه است، که توسط برادران گریم گردآوری و در قصه‌های برادران گریم منتشر شده است. این داستان در دسته‌بندی آرنه–تامپسون–اوتر از نوع ۱۲۳ است. روایت‌های گوناگونی از این داستان در فرهنگ‌های مختلف وجود دارد.

## نسخه برادران گریم
یک بز مادر هفت فرزند خود را در خانه می‌گذارد و برای یافتن غذا وارد جنگل می‌شود. قبل از رفتن، او به بچه‌های خود در مورد گرگ بد بزرگ هشدار می‌دهد و می‌گوید که گرگ سعی می‌کند مخفیانه وارد خانه شود و آنها را ببلعد. گرگ وانمود می کند که مادر آنها است و بچه‌ها را متقاعد می‌کند که در را باز کنند. کودکان خردسال باید مادر واقعی خود را با پای سفید و صدای شیرین او بشناسند.
بز مادر می‌رود و هفت بچه در خانه می‌مانند. طولی نمی‌کشد که آنها صدایی را جلوی درب خانه می‌شنوند که می‌گوید «بچه ها بگذارید بیایم تو، مادرتا برای تک تک شما چیزی دارد.» این گرگ بود که صدای خشنش او را لو می‌داد و بچه ها اجازه ورود به او را ندادند. گرگ به بازار می‌رود. و مقداری عسل، دارو یا گچ می‌دزدد تا صدای او را نرم کند. کمی بعد، بچه‌ها صدای دیگری را از جلوی در خانه می‌شنوند: «بچه ها بگذارید بیایم تو، مادرتان برای تک تک شما چیزی دارد.» این بار صدا مثل مادرشان بلند و شیرین است. همین که بچه‌ها می‌خواهند به او اجازه‌ی ورود بدهند کوچکترین بچه زیر شکاف در را نگاه می‌کند و متوجه پاهای سیاه و بزرگ گرگ می‌شود. آنها از باز کردن درب خودداری می‌کنند و گرگ دوباره می‌رود.
گرگ به نانوایی یا آسیاب می‌رود و مقداری آرد می‌دزدد و آن را روی تمام کت خود می‌مالد و پای سیاه خود را سفید می‌کند. او به خانه بچه‌ها بر می‌گردد و می‌گوید «بچه ها بگذارید بیایم تو، مادرتان برای تک تک شما چیزی دارد.» بچه ها پای سفید او را می بینند و صدای شیرین او را می‌شنوند ، بنابراین در را باز می‌کنند. گرگ به خانه می‌پرد و شش تا از بچه ها را می‌بلعد. کوچکترین بزغاله
در ساعت پدربزرگ از گرگ پنهان می شود و خورده نمی‌شود.
همان روز بز مادر از جنگل به خانه برمی گردد. او از اینکه در کاملاً باز است و همه فرزندانش به جز یکی از آنها گم شده‌اند، پریشان است. او به اطراف نگاه می‌کند و گرگ را می‌بیند که زیر درختی به خواب رفته است. آنقدر خورده که نمی‌تواند حرکت کند. بز مادر کوچکترین فرزندش را صدا می‌کند تا سریعاً یک قیچی، یک سوزن و مقداری نخ برای او بیاورد. او شکم گرگ را پاره می‌کند و شش بچه به طور معجزه آسایی بدون آسیب بیرون می‌آیند. شکم گرگ را پر از سنگ می‌کنند و مادر دوباره آن را می دوزد. وقتی گرگ از خواب بیدار می شود، بسیار تشنه است. او به سمت رودخانه می رود تا آب بنوشد، اما به قدری سنگین است که در آن می‌افتد و به خاطر سنگینی سنگ‌ها غرق می‌شود. همه بچه‌ها از اینکه خود را امن می یابند احساس خوبی دارند. خانواده تا آخر عم با هم با خوشبختی زندگی می‌کنند.

## نسخه فارسی
بزی که سه بزغاله دارد برای تهیهٔ غذا از خانه خارج می‌شود و از بزغاله‌ هایش می‌خواهد که در این مدت در را به روی غریبه‌ها باز نکنند و برای شناختن خود او از او بخواهند دستش را از زیر در نشان دهد.
بز به بازار رفت و در این مدت گرگ به در خانهٔ آنها آمد و به بزغاله‌ها گفت مادرشان است و برایشان غذا آورده‌است. بزغاله‌ها از او خواستند دستش را نشان دهد. با دیدن دست سیاه گرگ بزغاله‌ها در را باز نکردند. گرگ رفت و دستش را با آرد سفید کرد و با نشان دادن آن بزغاله‌ها در را باز کردند و گرگ دو بزغالهٔ بزرگ‌تر را خورد و بزغالهٔ کوچک‌تر در گوشه‌ای از خانه مخفی شد.
وقتی بز به خانه برگشت و ماجرا را از زبان بزغالهٔ بازمانده شنید، بسیار خشمگین شد و بعد به جنگ گرگ رفت و در آخر با بریدن شکم گرگ دو بزغاله اش را نجات داد و به جایشان ده سنگ در شکم گرگ گذاشت.

## تفاوت‌های داستانی
این داستان با روایت‌های گوناگون درمیان فارسی زبانان متداول است. علاوه بر نام‌های متفاوتش قصهٔ آن نیز تفاوت‌هایی دارد، ازجمله تعداد بزغاله‌ها و نام‌هایشان. در روایت تهرانی  این داستان بزغاله‌ها سه تا هستند و نام‌هایشان به ترتیب سن شنگول، منگول و حبهٔ‌انگور است و نام مادرشان بزبز قندی است. در روایت کابلی تعداد بزغاله‌ها چهارتاست و نام‌هایشان به ترتیب سن انگک، منگک، گلولهٔ سنگک و خاکستری جان مادر است و در این روایت گرگ هر سه بزغالهٔ بزرگ‌تر را می‌خورد. در روایت هراتی نام بزغاله‌ها به ترتیب سن الیل، شلیل و خاکستری جون مادر است و نام مادرشان بزک زنگوله پا است. در برخی از این روایت‌ها گرگ به جای سفید کردن دستش با آرد، دستش را حنایی میکند.